# Provincia del Chaco
Il Chaco è una provincia dell'Argentina, estesa per 99.633 km², con 
capoluogo Resistencia.

## Geografia fisica
Situata nella parte nord-est del Paese, essa confina, partendo da nordovest e proseguendo in senso orario, con le province di Salta, Santiago del Estero, Formosa, Corrientes e Santa Fe.
Si estende nella pianura del Chaco Austral, a sud del fiume Bermejo.
Basa la propria economia su agricoltura e allevamento.
Nel nord-ovest di questa provincia si trova la zona quasi vergine chiamata El Impenetrable (l'Impenetrabile).

## Dipartimenti
La provincia è divisa in 25 dipartimenti:
1. Almirante Brown (Pampa del Infierno)
2. Bermejo (La Leonesa)
3. Chacabuco (Charata)
4. Comandante Fernández (Presidencia Roque Sáenz Peña)
5. Doce de Octubre (General Pinedo)
6. Dos de Abril (Hermoso Campo)
7. Fray Justo Santa María de Oro (Santa Sylvina)
8. General Belgrano (Corzuela)
9. General Donovan (Makallé)
10. General Güemes (Juan José Castelli)
11. Independencia (Campo Largo)
12. Libertad (Puerto Tirol)
13. Libertador General San Martín (General José de San Martín)
14. Maipú (Tres Isletas)
15. Mayor Luis Jorge Fontana (Villa Ángela)
16. Nueve de Julio (Las Breñas)
17. O'Higgins (San Bernardo)
18. Presidencia de la Plaza (Presidencia de la Plaza)
19. Primero de Mayo (Margarita Belén)
20. Quitilipi (Quitilipi)
21. San Fernando (Resistencia)
22. San Lorenzo (Villa Berthet)
23. Sargento Cabral (Colonia Elisa)
24. Tapenagá (Charadai)
25. Veinticinco de Mayo (Machagai)

Ogni dipartimento della provincia ha un valore puramente simbolico, poiché non elegge nessun rappresentante nel governo provinciale. Essi sono suddivisi in comuni (municipios), che, a seconda del numero di abitanti, si distinguono in comuni di prima, seconda o terza categoria. Esistono inoltre delegazioni municipali create direttamente dal governo della provincia del Chaco.